# Nasr ibn Xabath al-Uqaylí
Nasr ibn Xabath al-Uqaylí al-Laythí fou un cap rebel anti-abbàssida del segle ix al front de part dels qaisites de la Jazira. Era el net d'un dels principals caps qaisites, i es va fortificar a Qaysum al Diyar Mudar (moderna Keysun a Turquia, al sud-est d'Adiyaman).
El 811/812 apareix al front de bandes de bandits àrabs coneguts com a zawakil que aprofitaven l'enfonsament de l'autoritat per causa de la guerra civil per lluitar contra els abna de Bagdad (els originaris de Khurasan establerts a l'Iraq) i contra els ajam (els àrabs persianitzats partidaris dels abbàssides). La revolta va durar 14 anys. El 814 la va combatre Tàhir ibn al-Hussayn; aquest el 821, quan va rebre el govern del Khurasan va encarregar la lluita al seu fill Abd-Al·lah ibn Tàhir, que va tenir com a base al-Rakka. Nasr no es va sotmetre fins al 824/825. Qaysum fou desmantel·lada. Conduït a Bagdad l'any següent no torna a ser esmentat.